# Brachionichthys
Brachionichthys is een geslacht van straalvinnige vissen uit de familie van voelsprietvissen (Brachionichthyidae).

## Soorten
- Brachionichthys australis Last, Gledhill & Holmes, 2007
- Brachionichthys hirsutus (Lacepède, 1804)